# 愛德華·貝納特
愛德華·阿姆斯壯·貝納特（英語：Edward Armstrong Bennet，1888年10月21日—1977年3月7日），生於北愛爾蘭波因茨帕斯。是精神科醫師、諮商師及作者。
第一次世界大戰期間曾赴前線擔任隨軍牧師，戰後回到劍橋大學三一學院，於1925年獲得從醫資格，並於1939年拿到醫學博士學位。1925年搬至倫敦，曾任職於塔維斯托克診所與倫敦西區神經系統疾病醫院（英語：West End Hospital for Nervous Diseases）。
貝納特於 1930 年初開始與卡爾·榮格合作，1935 年受邀進行塔維斯托克診所的演講。他是英國最早從事榮格分析的人之一。

## 經歷
先後受教於坎貝爾學院，在劍橋大學三一學院學習哲學和神學，並獲得哲學榮譽學士學位。在劍橋瑞德利堂學院深造後，任職於英格蘭教會。

### 委員會
- 1953年英國醫學會催眠分會委員。
- 1954到1955年間，擔任英國精神治療委員會醫學分會委員。
- 1955到1961年英國醫學會藥癮委員會。[1]

## 中文出版書籍
- 《遇見榮格：1946-1961談話記錄》，2019年，繁體中文版由心靈工坊出版，ISBN 978-986-357-166-7